# Copitz

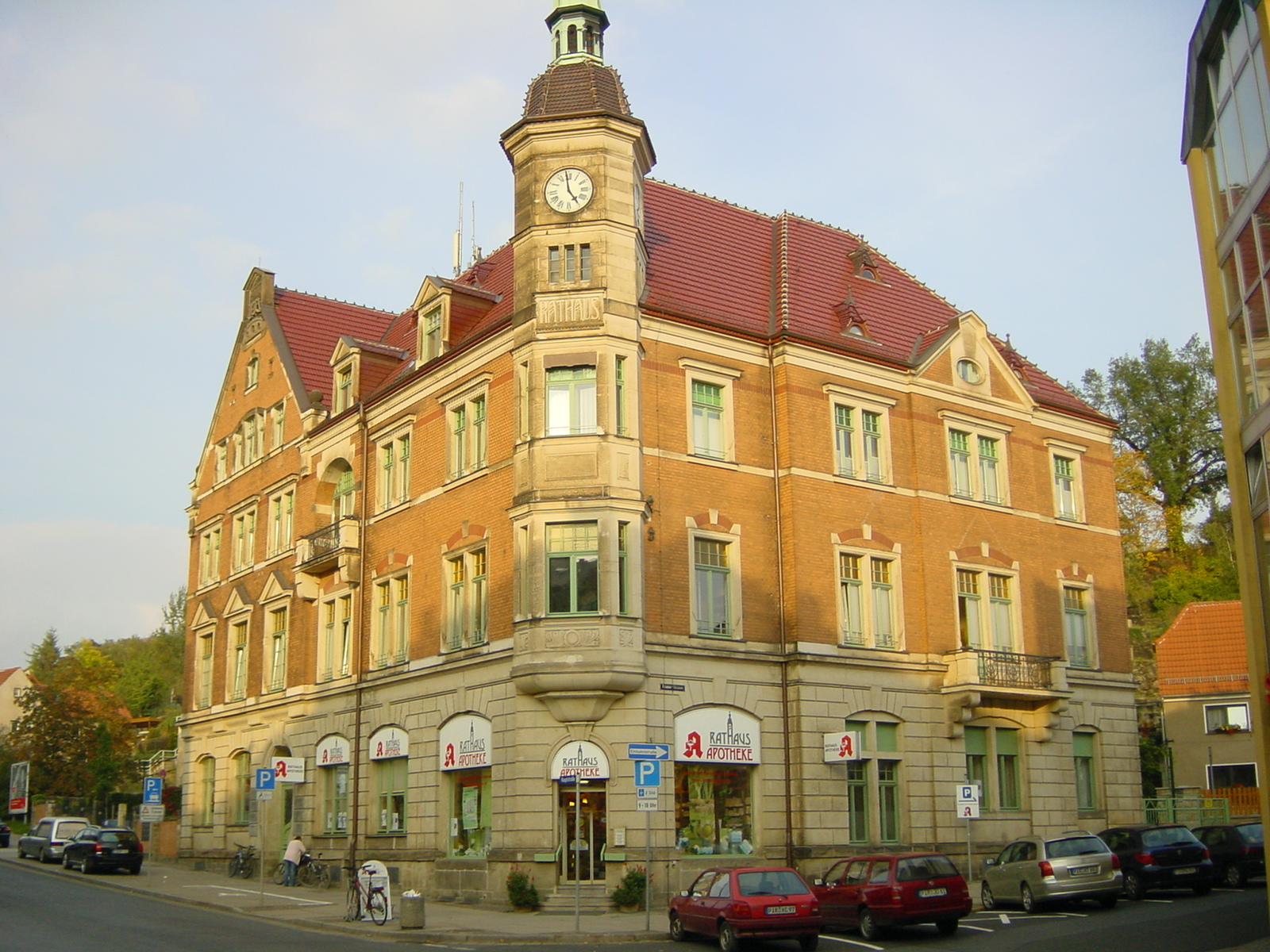
Ehemaliges Rathaus Copitz

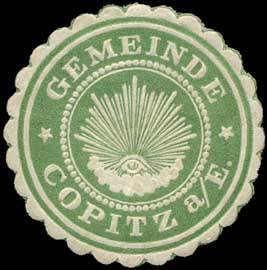
Siegelmarke Gemeinde Copitz

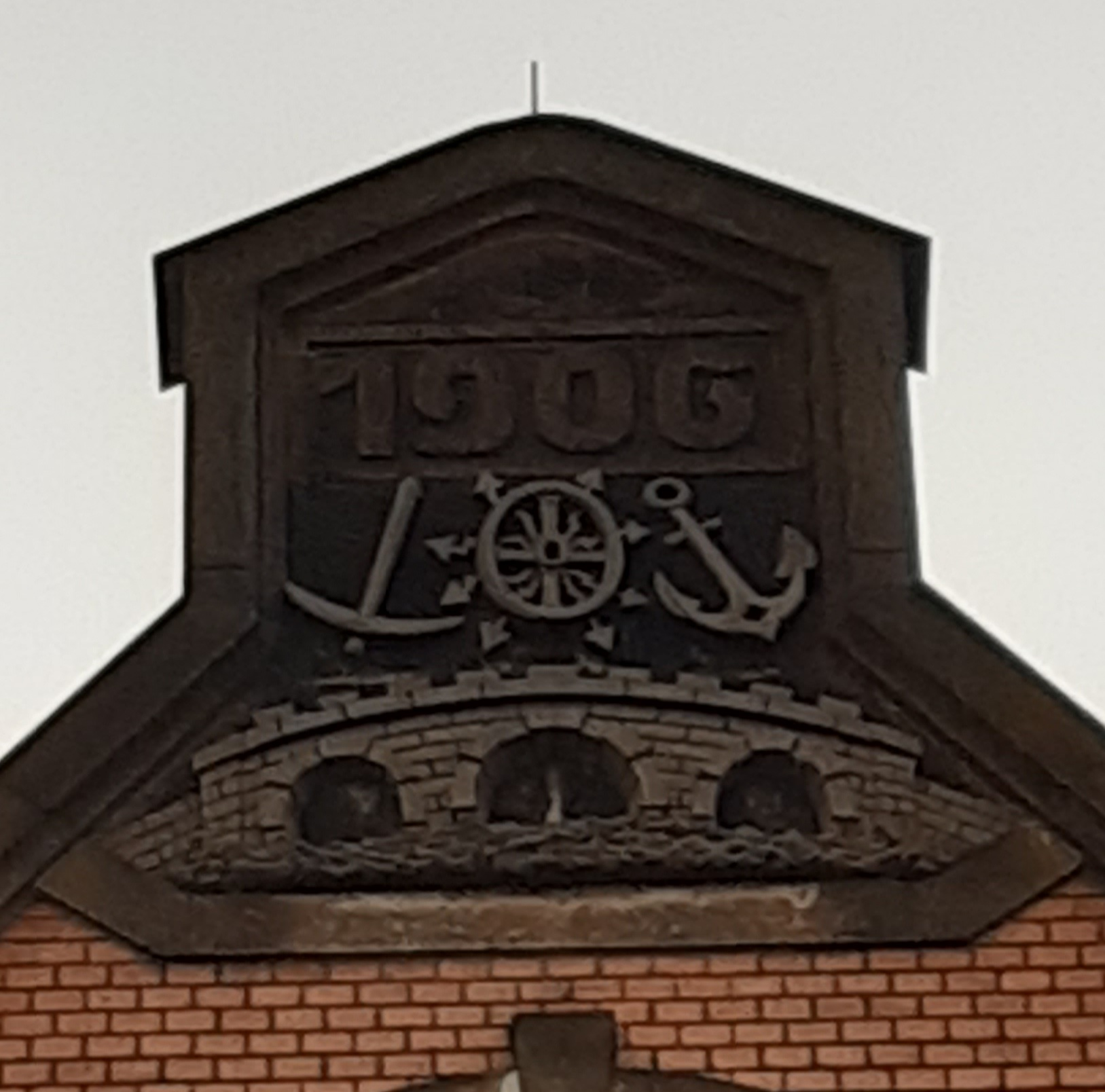
Rathaus Copitz: Das „Wappen“ nutzt heute die Copitzer Ortsfeuerwehr.

Copitz ist seit 1923 ein rechtselbischer Stadtteil von Pirna im Landkreis Sächsische Schweiz-Osterzgebirge.

## Geschichte
Der 1417 erstmals urkundlich erwähnte Ort an der Wesenitz ist vermutlich wie der Ortsname sorbischen Ursprungs. Bei Ausgrabungen auf dem Gebiet von Copitz-West fand man bronzezeitliche Artefakte (z. B. Angelhaken aus Bronze). Als eine der frühest erwähnten Mühlen der Region gilt die Brückmühle (1304).
Das volksfestartige Vogelschießen, das die Pirnaer Schützengilde bereits seit dem 16. Jahrhundert vor dem Schifftor veranstaltete, fand seit 1901 in Copitz statt.

## Persönlichkeiten
- Auguste Lewinsohn (1868–1957), Politikerin
- Siegfried Rädel (1893–1943), KPD-Mitglied und Widerstandskämpfer gegen das NS-Regime
- Zofia Marchlewska (1898–1983), polnische Schriftstellerin, Übersetzerin, Journalistin und Aktivistin der Arbeiterbewegung
- Gerhard Creutz (1911–1993), Ornithologe
- Karlheinz Renker (1921–1982), Mediziner und Hochschullehrer
- Klaus Wehner (1942–1993), Maler, in Copitz geboren
- Job von Witzleben (1916‒1999), Wehrmachtsoffizier und Oberst der NVA

## Bauwerke
- Ehemaliges Rathaus Copitz
- Stadtbrücke Pirna

Vom Aussichtspunkt „Schöne Höhe“ hat man einen reizvollen Blick auf die Stadt Pirna und Schloss Sonnenstein.